# Чилоян, Гаяне
Гаяне́ Чилоя́н (арм. Գայանե Չիլոյան; род. 27 сентября 2000, Ереван) — армянская легкоатлетка, специалистка по бегу на короткие дистанции. Выступает за сборную Армении по лёгкой атлетике с 2016 года, победительница и призёрка первенств национального значения, действующая рекордсменка страны в нескольких спринтерских дисциплинах, участница летних Олимпийских игр в Рио-де-Жанейро.

## Биография
Гаяне Чилоян родилась 27 сентября 2000 года в Ереване.
Заниматься лёгкой атлетикой начала в 10 лет.
В 2016 году в возрасте 15 лет добилась первых серьёзных успехов в спринтерском беге: на чемпионате Армении по лёгкой атлетике в Арташате установила свои личные рекорды на дистанциях 100 и 200 метров — 11,54 и 23,16 соответственно. Выполнив олимпийский квалификационный норматив, вошла в состав армянской национальной сборной и удостоилась права защищать честь страны на летних Олимпийских играх в Рио-де-Жанейро, однако в итоге в программе бега на 200 метров не смогла пройти дальше предварительного квалификационного этапа. При этом была самой молодой участницей Олимпийских игр среди армянских олимпийцев.
После Олимпиады в Рио Чилоян осталась в составе армянской легкоатлетической команды на ещё один олимпийский цикл и продолжила принимать участие в крупнейших международных стартах. Так, в 2017 году на соревнованиях в Стамбуле она установила национальный рекорд Армении в беге на 200 метров в помещении — 24,70 сек, бежала 60 метров на чемпионате Европы в помещении в Белграде, выиграла бронзовую медаль в беге на 200 метров в третьей лиге командного чемпионата Европы, отметилась выступлением в беге на 100 метров на юношеском мировом первенстве в Найроби.
В 2018 году стартовала на дистанции 200 метров на юниорском мировом первенстве в Тампере.
Трижды принимала участие в Балканских играх по лёгкой атлетике. В 2017 году в соревнованиях по бегу на дистанции 100 метров завоевала золото с результатом 12.28 сек. В июне 2018 года стала чемпионкой на дистанции 400 метров с результатом 55.56 сек. В 2024 году заняла второе место на дистанции 400 метров с результатом 57.17, уступив молдовской спортсменке Анне Бергий, финишировавшей с результатом 56.61 сек.
В 2019 году на чемпионате Армении по лёгкой атлетике в Арташате стала чемпионкой Армении по бегу на дистанциях в 100, 200 и 400 метров с результатами 12.02, 24.55, 56.80 сек, соответственно.
Летом 2023 года принимала участие в XXXI Летней Универсиаде в китайском Чэнду, выступив знаменосецей, но не пройдя квалификацию в беге на 400 метров. На III Европейских играх в польском Кракове была знаменосецей от Армении вместе с Левон Агасяном.
В 2024 году на прошедшем в Гибралтаре турнире среди малых государств Европы завоевала бронзу в беге на 200 метров с результатом 24.64 сек.